# 澉浦镇
澉浦镇是中华人民共和国浙江省嘉兴市海盐县下辖的一个镇，位于该县县境南部，西与海宁县接壤。面积24平方公里，人口15518人。 
澉浦镇濒临杭州湾，澉浦镇和慈溪一线，是杭州湾与钱塘江水域的分界线。在地势低平的杭嘉湖平原，澉浦镇拥有罕见的数座孤丘（长山、葫芦山、高阳山），其中高阳山是嘉兴地区的最高峰，海拔251.6米。澉浦镇镇西的南北湖，是浙江省省级风景名胜区。
由于负山面海，自唐宋以来曾经长期是海防要地，设置重兵防守。唐开元五年（717年）设镇，明代筑城。
在宋、元两代，澉浦还曾经设为对外贸易口岸，设立市舶司。同时澉浦也曾是盐场所在地。

## 行政区划
澉浦镇下辖以下村级行政区划单位：
澉浦社区、镇中村、澉浦村、澉东村、永乐村、南北湖村、澉南村、六里村、永新村、保山村、茶院村、紫金山村、六忠村和南山村。